# Skol Ober
Skol Ober (école action en breton) est une association qui propose depuis 1932 des cours de breton par correspondance.

## Présentation

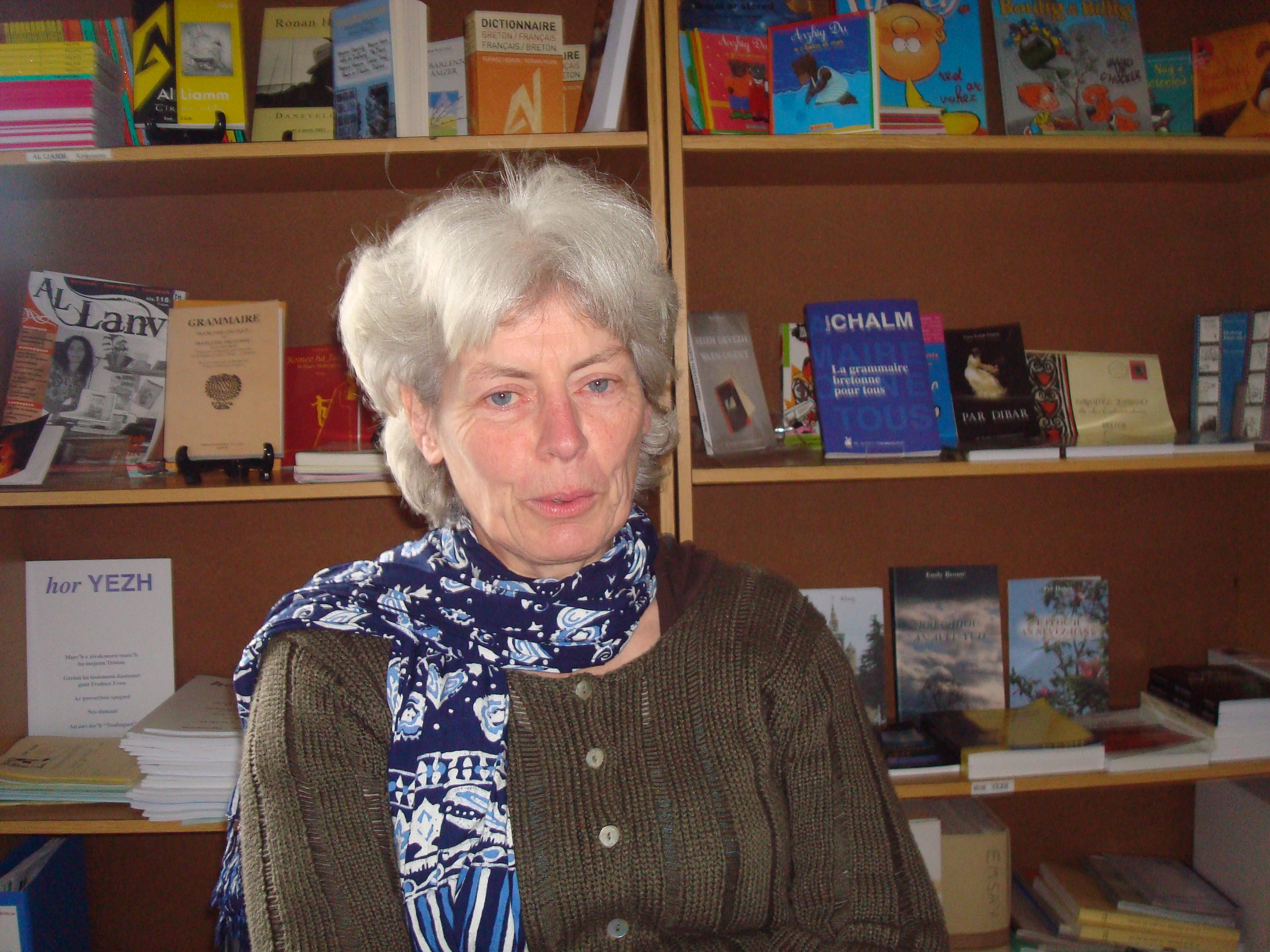
Riwanon Kervella, Directrice de Skol Ober

Le cours a été créé en 1932 (en 1933 selon Gérard Prémel) à Douarnenez par Marc'harid Gourlaouen et Kenan Kongar.
Elle dirige le cours pendant 40 ans. Vefa de Bellaing, puis Riwanon Kervella en prirent la direction par la suite.
L'orthographe du breton retenu est le peurunvan ou orthographe unifiée.
Les cours sont suivis chaque année par 400 personnes. Les devoirs sont corrigés par 75 enseignants bénévoles qui les aident à apprendre et à se perfectionner en langue bretonne.
En 1971, le nombre de personnes inscrites au cours était plus élevé, 1 000 personnes, et il y avait 55 correcteurs.
L'étude de Gwennole Le Menn indique également que même si Skol Ober est le cours le plus important, il n'est pas unique puisqu'existe également le cours Ar Skol dre Lizer dirigé en 1971 par le Frère Séité et suivi à l'époque par 700 élèves. Ar Skol dre Lizer fait partie de la fédération Emgleo Breiz, qui défend l'orthographe universitaire, ar skolveurieg.
Les correcteurs de Skol Ober ont écrit ou participé à l'écriture d'ouvrages d'enseignement du breton. On peut citer notamment "la grammaire bretonne pour tous", écrite par Eugène Chalm, correcteur de Skol Ober et dont le contenu a été revu et complété par des enseignants de l'association.
Skol Ober fait partie de la fédération Kuzul ar Brezhoneg créée en 1958, et qui regroupe quelques-unes des principales associations de langue bretonne.
Alan Stivell a commencé à apprendre le breton en 1958 grâce à Skol Ober. C'est également le cas du linguiste Pierre Denis.

## Activités
Les cours de breton sont dispensés suivant 6 niveaux :
- Rummad 1 (débutants) : Herve ha Nora 1 - Brezhoneg buan hag aes - Ni a gomz brezhoneg - Assimil, le breton "Collection Sans Peine"
- Rummad 2 (niveau 2) : Herve ha Nora 2 - Hent nevez d'ar brezhoneg
- Rummad 3 (niveau 3) : Ur voutailh war an traezh
- Rummad 4 (niveau 4) : Mont war-raok gant ar brezhoneg
- Rummad 5 (niveau 5) : Skol an trede derez - Kentelioù brezhoneg
- Rummad 6 (niveau 6) : Troidigezhioù

Un cours de gallois est également organisé avec la méthode : Alc'hwez d'ar c'hembraeg

### Sources
- Gwennole Le Menn, « Le breton et son enseignement », Langue française, Armand Colin, no 25 « L'enseignement des "langues régionales" »,‎ 1975, p. 71-83 (ISSN 0023-8368, lire en ligne)
- Gérard Prémel, « Anamnèse d'un dommage ou comment le français est venu aux Bretons », Langage & société, no 72,‎ juin 1975, p. 51-95 (ISSN 0181-4095, lire en ligne)